# Fosfito de trimetilo
Fosfito de trimetilo é uma substância instável utilizada como precursor químico de compostos organofosforados.   